# Île Pájaros
L'Île Pájaros est une île du Costa Rica située dans le golfe de Nicoya de la province de Puntarenas. Elle se trouve à 13 km au nord-est de Puntarenas et à l'ouest del'île de Chira. 

## Description
L'île Pájaros est une île en forme de dôme et, à marée basse, les visiteurs peuvent se promener et explorer toute la beauté qu'elle offre. L'île possède deux petites plages, en plus des zones où les visiteurs peuvent observer les oiseaux. Il possède une forêt tropicale, le meilleur habitat pour les plus beaux oiseaux d’Amérique latine.  

## Zone protégée
L'île fait partie de la réserve biologique de Guayabo, Pájaros et Negritos, créée par décret en 1973, et appartenant à l'Area de  Conservaión Arenal Tempisque (ACAT)  du Système des zones de conservation (SINAC) du Costa Rica.
L'importance de cette réserve réside dans l'habitat et la reproduction d'abondantes populations d'oiseaux marins, ainsi que d'espèces de la flore caractéristiques de l'environnement. Parmi les espèces d'oiseaux que l'on trouve de ce côté du pays, il existe plusieurs types d'oiseaux aquatiques tels que les anhingas, les pélicans, les spatules, l'ibis blanc, le rosé et le jabiru. Il a également de magnifiques hérons.
|        |
| Jabiru |

|         |
| Anhinga |